# Arthur Greenwood

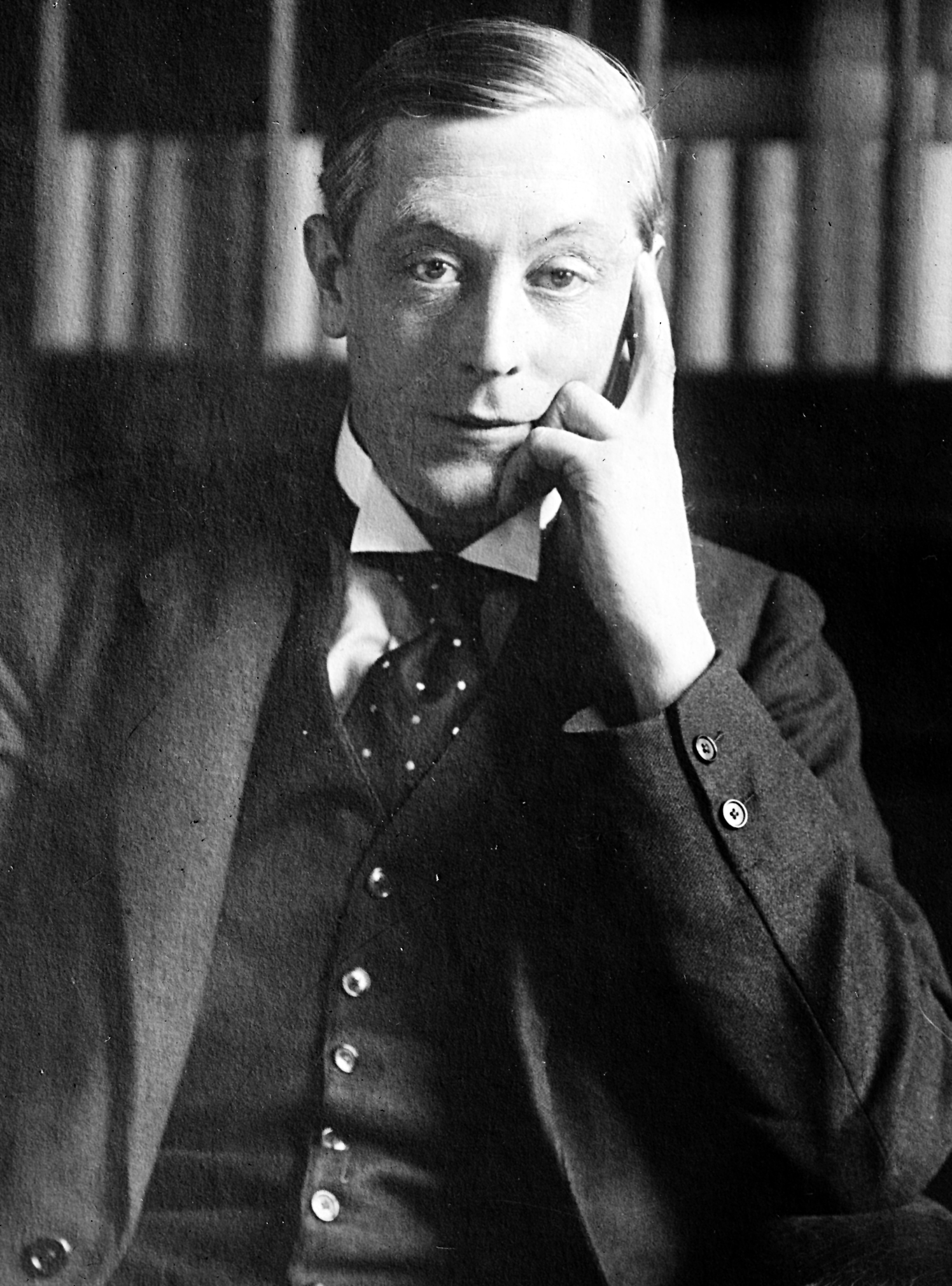
Arthur Greenwood

Arthur Greenwood CH (Hunslet, 2 februari 1880 - Londen, 9 juni 1954) was van de jaren 1920 tot in de late jaren 1940 een prominent lid van de Labour Party. Hij stond binnen zijn partij op de voorgrond als secretaris van het wetenschappelijk bureau. Hij diende als staatssecretaris op het Ministerie van Volksgezondheid in de kortstondige Labour-regering van 1924. 
Aan het begin van de Tweede Wereldoorlog was hij eind mei 1940 als lid van het Britse oorlogskabinet instrumenteel in het besluit van  het Verenigd Koninkrijk om de strijd tegen nazi-Duitsland voort te zetten.

## Voetnoten
1. ↑  Kershaw, I., Keerpunt, Uitgeverij het Spectrum, hoofdstuk 1, blz 21-66, 2007, ISBN 978 90 274 8477 2.

- Bibliothèque nationale de France: cb11109718n (data)
- Gemeinsame Normdatei: 124321410
- International Standard Name Identifier: 0000 0001 2278 4545
- Library of Congress Control Number: no00001948
- Nationale Bibliotheek van Tsjechië: skuk0000503
- Nationale Bibliotheek van Israël: 987007578794205171
- Nationale Bibliotheek van Polen: a0000002364309
- Nederlandse Thesaurus van Auteursnamen: 069896178
- SNAC: w6q261wc
- Système universitaire de documentation: 097911291
- Trove: 954703
- Virtual International Authority File: 37848353
- WorldCat: E39PBJghjyjFQfJbrfWCMXf6rq